# Lista nagród i nominacji Alice in Chains
Alice in Chains w przeciągu całej kariery otrzymali za swe dokonania artystyczne szereg wyróżnień i nominacji do najważniejszych nagród w przemyśle muzycznym. Zespół uzyskał dziewięć nominacji do nagrody Grammy (osiem za Best Hard Rock Performance i jedną w kategorii Best Rock Album). Jest także laureatem Foundations Award (1991), Fryderyka za najlepszy album zagraniczny (Black Gives Way to Blue; 2009), Kerrang! Award (1996), MTV Video Music Award za najlepszy teledysk z filmu („Would?”; 1993), dwukrotnym triumfatorem Northwest Area Music Award (w tym za album Facelift; 1991) i zdobywcą Revolver Golden Gods Award (za album Black Gives Way to Blue).
Wśród szeregu nominacji są te, uzyskane do American Music Award jako Favorite New Heavy Metal/Hard Rock Artist (1992), Billboard Music Award (za singel „No Excuses”; 1994), GAFFA Award (w latach 1993 i 2019) i MTV Movie Award (za singel „Would?”; 1993).
Zespół jest również laureatem specjalnych nagród, stanowiących uznanie dla całego dorobku – w 2009 otrzymał Kerrang! Award, zaś w 2013 Metal Hammer Golden Gods Awards w kategorii Icon Award. W 2020 Museum of Pop Culture (MoPOP) przyznało grupie Founders Award.

## Nagrody i nominacje

### American Music Award
American Music Award (AMA) przyznawane są corocznie, począwszy od 1973, na podstawie ankiet, w których publiczność oddaje głosy na danego artystę. Zespół uzyskał jedną nominację w 1992.
| Rok  | Nominowane dzieło | Kategoria                                 | Wynik     | Źr    |
| ---- | ----------------- | ----------------------------------------- | --------- | ----- |
| 1992 | Alice in Chains   | Favorite New Heavy Metal/Hard Rock Artist | Nominacja | [ 1 ] |

### Billboard Music Award
Billboard Music Award przyznawana jest od 1990 przez tygodnik „Billboard” na podstawie popularności wykonawców, mierzonej m.in. poprzez sprzedaż, emisję radiową i odtworzenia w serwisach streamingowych. Zespół otrzymał jedną nominację w 1994.
| Rok  | Nominowane dzieło | Kategoria      | Wynik     | Źr    |
| ---- | ----------------- | -------------- | --------- | ----- |
| 1994 | „No Excuses”      | Top Rock Songs | Nominacja | [ 2 ] |

### Foundations Award
Foundations Award było ceremonią wręczenia nagród organizowaną przez Foundations Forum w celu uznania znaczącego wkładu wniesionego w gatunek heavymetalowy i cały przemysł muzyczny przez najważniejszych artystów. Zespół zdobył nagrodę w 1991 w kategorii Best Debut Album.
| Rok  | Nominowane dzieło | Kategoria        | Wynik   | Źr    |
| ---- | ----------------- | ---------------- | ------- | ----- |
| 1991 | Alice in Chains   | Best Debut Album | Wygrana | [ 3 ] |

### Founders Award
Founders Award to honorowe wyróżnienie, przyznawane od 2007 przez Museum of Pop Culture (MoPOP), Nagradza ono artystów, których „godny uwagi wkład w dalszym ciągu pielęgnuje kolejne pokolenie osób podejmujących ryzyko”. Zespół otrzymał nagrodę w 2020.
| Rok  | Nominowane dzieło | Kategoria      | Wynik   | Źr    |
| ---- | ----------------- | -------------- | ------- | ----- |
| 2020 | Alice in Chains   | Founders Award | Wygrana | [ 4 ] |

### Fryderyk
Fryderyk jest polską nagrodą muzyczną, wręczaną od 1995. Od 1999 statuetki przyznaje powołana przez Związek Producentów Audio-Video (ZPAV) Akademia Fonograficzna. Zespół otrzymał statuetkę w 2010 w kategorii konkursowej za album Black Gives Way to Blue (2009).
| Rok  | Nominowane dzieło       | Kategoria                   | Wynik   | Źr    |
| ---- | ----------------------- | --------------------------- | ------- | ----- |
| 2010 | Black Gives Way to Blue | Najlepszy album zagraniczny | Wygrana | [ 5 ] |

### GAFFA Award
GAFFA Award (Dania) to coroczna ceremonia wręczenia nagród, ustanowiona w 1991 przez duński magazyn o tej samej nazwie. Szwedzki odpowiednik nagrody wręczany jest od 2010, również przez magazyn o tej samej nazwie. Zespół otrzymał trzy nominacje.
| Rok  | Nominowane dzieło | Kategoria                   | Wynik     | Źr    |
| ---- | ----------------- | --------------------------- | --------- | ----- |
| 1993 | Alice in Chains   | Best Band (Dania)           | Nominacja | [ 6 ] |
| 1993 | Alice in Chains   | Best Concert (Dania)        | Nominacja | [ 6 ] |
| 2019 | Alice in Chains   | Best Foreign Band (Szwecja) | Nominacja | [ 7 ] |

### Juno Award
Juno Award jest kanadyjską nagrodą muzyczną, przyznawaną przez organizację non-profit Canadian Academy of Recording Arts and Sciences (CARAS) od 1970. W 2014 inżynier dźwięku Randy Staub otrzymał nominację za utwór „Hollow”, pochodzący z albumu The Devil Put Dinosaurs Here (2013).

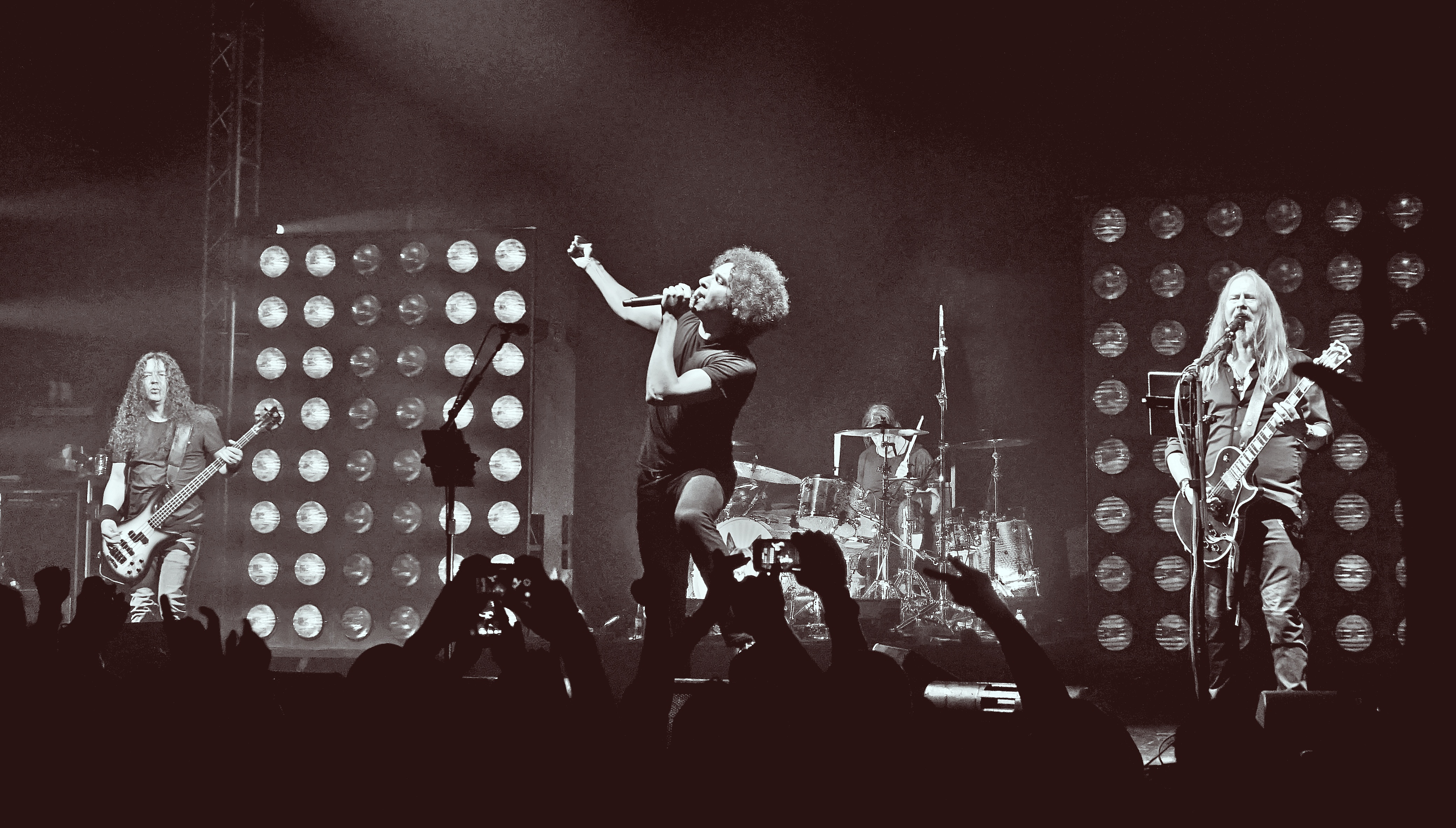
W 2009 zespół Alice in Chains otrzymał Kerrang! Icon Award

| Rok  | Nominowane dzieło | Kategoria                      | Wynik     | Źr    |
| ---- | ----------------- | ------------------------------ | --------- | ----- |
| 2014 | „Hollow”          | Recording Engineer of the Year | Nominacja | [ 8 ] |

### Kerrang! Award
Kerrang! Award to brytyjska nagroda, przyznawana od 1993 przez magazyn „Kerrang!”. Grupa otrzymała jedną nagrodę w 1996. W 2009 została uhonorowana specjalną nagrodą – Icon Award.

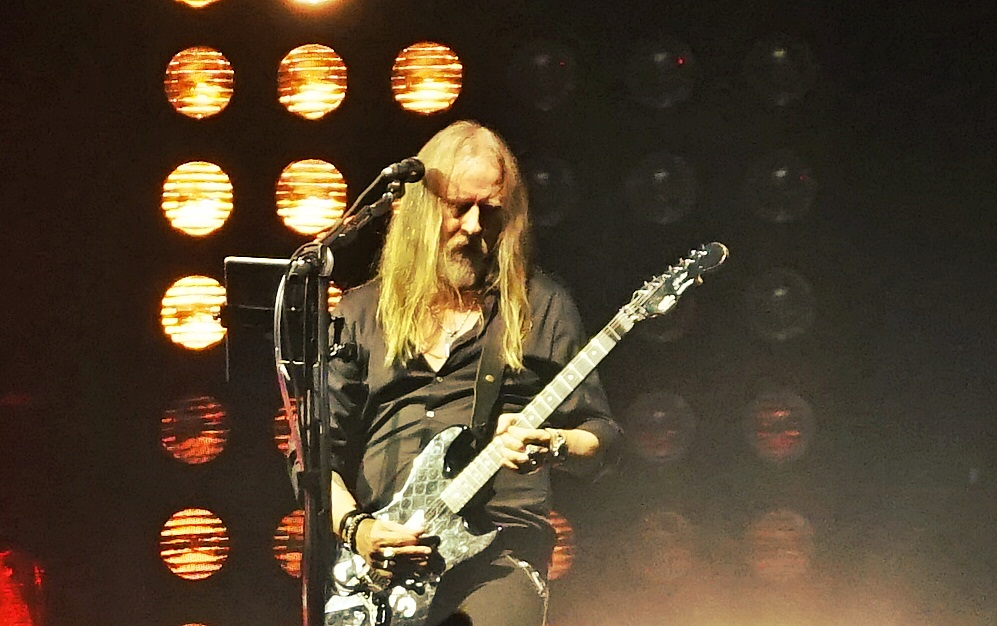
Jerry Cantrell był nominowany w 2013 do Loudwire Music Award w kategorii Guitarist of the Year

| Rok  | Nominowane dzieło | Kategoria                | Wynik   | Źr     |
| ---- | ----------------- | ------------------------ | ------- | ------ |
| 1996 | Alice in Chains   | Classic Songwriter Award | Wygrana | [ 9 ]  |
| 2009 | Alice in Chains   | Icon Award               | Wygrana | [ 10 ] |

### Loudwire Music Award
Loudwire Music Award były nagrodami muzycznymi, przyznawanymi przez amerykańskie czasopismo elektroniczne Loudwire. Zespół uzyskał cztery nominacje w 2013. Wyróżnienie w postaci nominacji otrzymał też Jerry Cantrell.
| Rok  | Nominowane dzieło            | Kategoria              | Wynik     | Źr     |
| ---- | ---------------------------- | ---------------------- | --------- | ------ |
| 2013 | „Hollow”                     | Rock Song of the Year  | Nominacja | [ 11 ] |
| 2013 | „Hollow”                     | Rock Video of the Year | Nominacja | [ 11 ] |
| 2013 | The Devil Put Dinosaurs Here | Rock Album of the Year | Nominacja | [ 11 ] |
| 2013 | Alice in Chains              | Rock Band of the Year  | Nominacja | [ 11 ] |
| 2013 | Jerry Cantrell               | Guitarist of the Year  | Nominacja | [ 11 ] |

### Metal Hammer Golden Gods Award

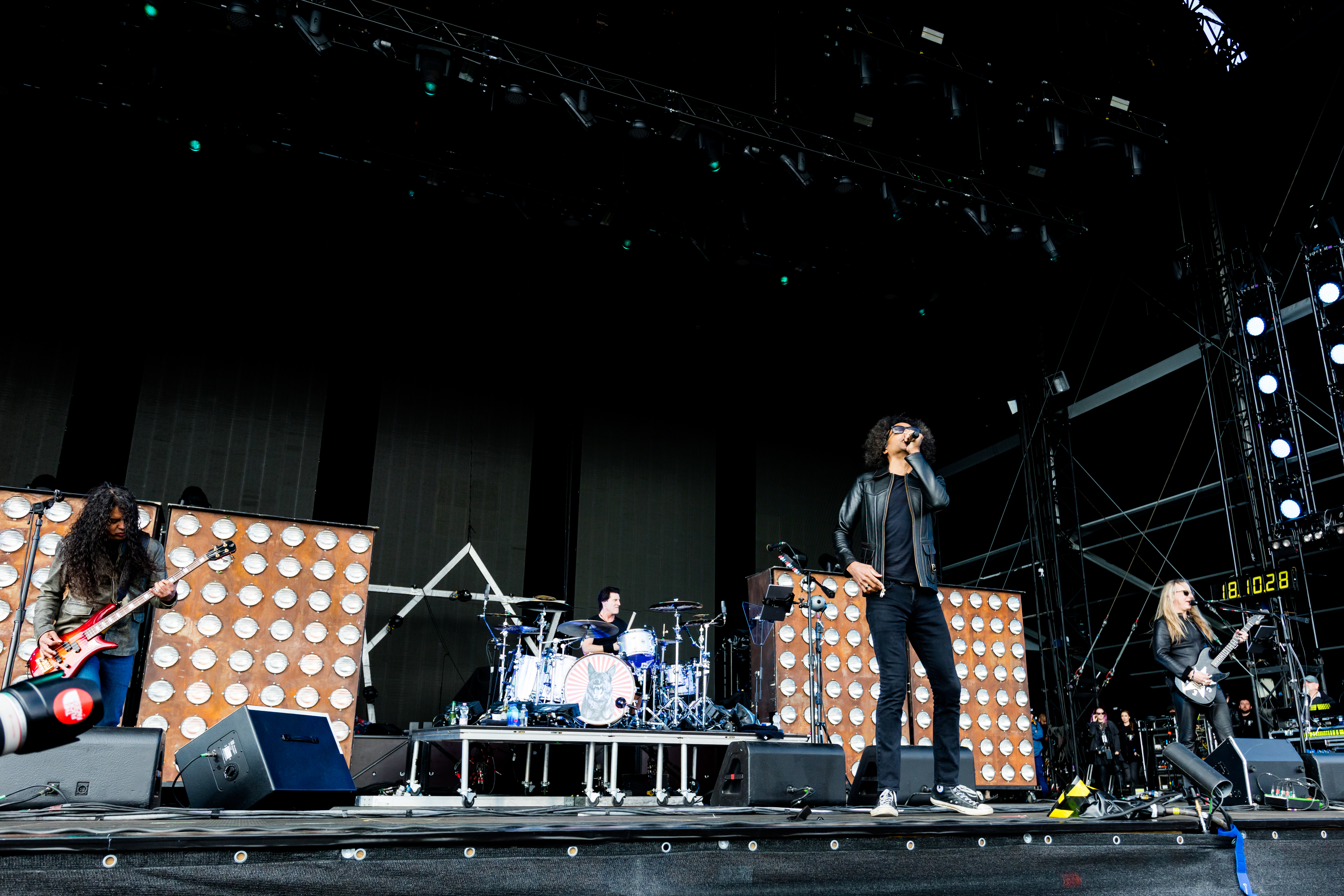
W 2013 zespół Alice in Chains otrzymał specjalną nagrodę Metal Hammer Golden Gods – Icon Award

Metal Hammer Golden Gods Award jest brytyjską nagrodą muzyczną, wręczaną przez magazyn „Metal Hammer” od 2003. Zespół Alice in Chains został laureatem specjalnej nagrody – Icon Award – w 2013.
| Rok  | Nominowane dzieło | Kategoria  | Wynik   | Źr     |
| ---- | ----------------- | ---------- | ------- | ------ |
| 2013 | Alice in Chains   | Icon Award | Wygrana | [ 12 ] |

### Metal Storm Award
Metal Storm Award jest coroczną nagrodą muzyczną, przyznawaną przez estońskie czasopismo elektroniczne Metal Storm. Grupa, spośród trzech uzyskanych nominacji, zdobyła nagrodę w 2018 za album Rainier Fog (2018).
| Rok  | Nominowane dzieło            | Kategoria                        | Wynik     | Źr     |
| ---- | ---------------------------- | -------------------------------- | --------- | ------ |
| 2009 | Black Gives Way to Blue      | The Best Alternative Metal Album | Nominacja | [ 13 ] |
| 2013 | The Devil Put Dinosaurs Here | The Best Alternative Metal Album | Nominacja | [ 14 ] |
| 2018 | Rainier Fog                  | The Best Alternative Metal Album | Wygrana   | [ 15 ] |

### MTV Movie Award
MTV Movie Award jest nagrodą filmową przyznawaną od 1992 przez stację MTV. Zespół uzyskał nominację w 1993 za utwór „Would?” z filmu Samotnicy (1992).
| Rok  | Nominowane dzieło | Kategoria              | Wynik     | Źr     |
| ---- | ----------------- | ---------------------- | --------- | ------ |
| 1993 | „Would?”          | Best Song from a Movie | Nominacja | [ 16 ] |

### MTV Video Music Award

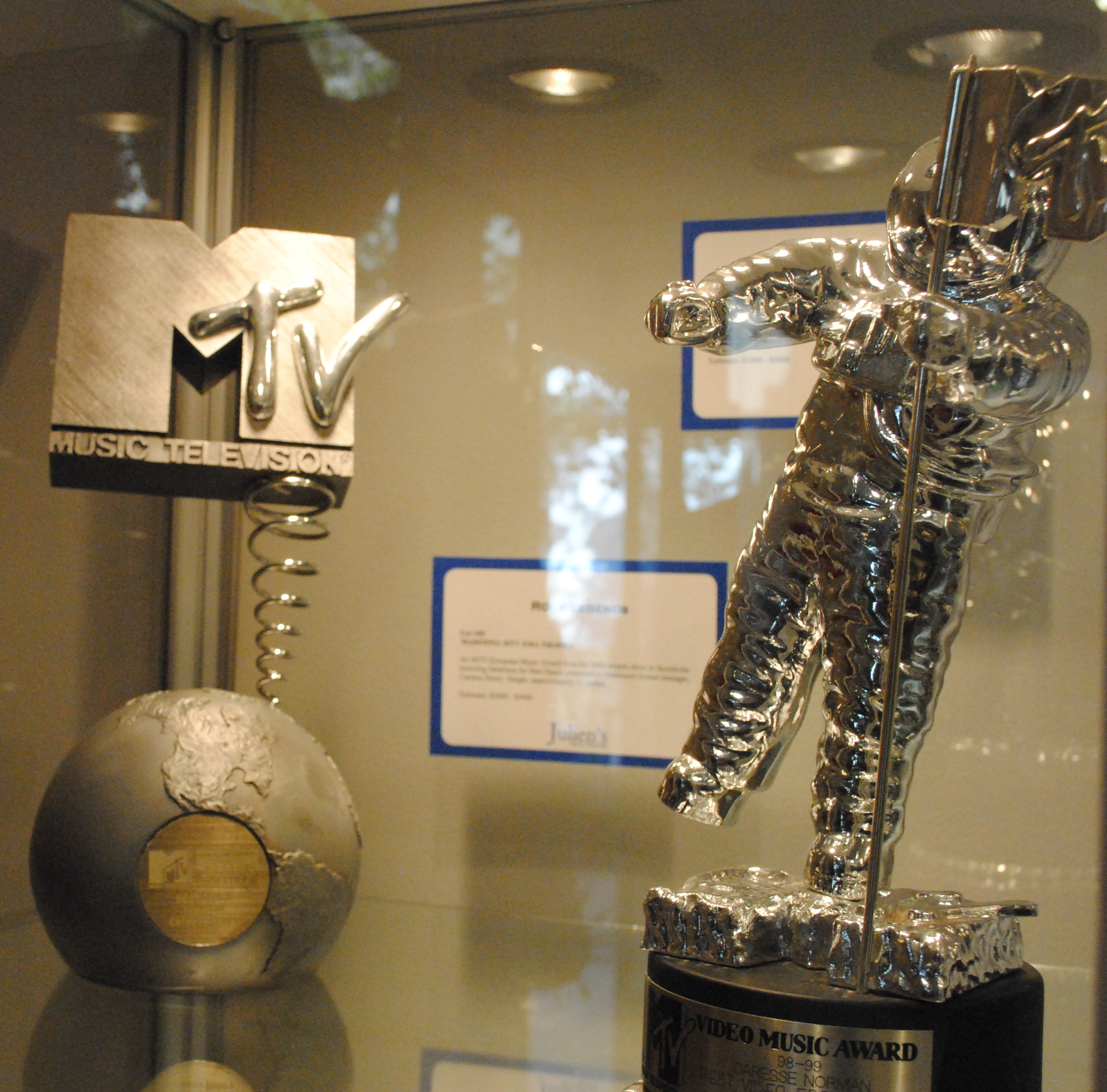
W 1993 zespół otrzymał statuetkę MTV Video Music Award za „Would?” w kategorii Best Video from a Film

MTV Video Music Award (VMA) jest amerykańską nagrodą muzyczną, przyznawaną od 1984 przez stację MTV w dziedzinie teledysku. Spośród trzech otrzymanych nominacji, grupa otrzymała statuetkę w 1993 za utwór „Would?”.
| Rok  | Nominowane dzieło | Kategoria                        | Wynik     | Źr     |
| ---- | ----------------- | -------------------------------- | --------- | ------ |
| 1991 | „Man in the Box”  | Best Heavy Metal/Hard Rock Video | Nominacja | [ 17 ] |
| 1993 | „Would?”          | Best Video from a Film           | Wygrana   | [ 18 ] |
| 1996 | „Again”           | Best Hard Rock Video             | Nominacja | [ 19 ] |

### Nagroda Grammy
Nagrody Grammy przyznawane są corocznie, począwszy od 1959, przez organizację National Academy of Recording Arts and Sciences (NARAS), która honoruje wyróżniające się osiągnięcia w muzyce. Zespół Alice in Chains otrzymał dziewięć nominacji w kategoriach konkursowych.
| Rok  | Nominowane dzieło            | Kategoria                             | Wynik     | Źr     |
| ---- | ---------------------------- | ------------------------------------- | --------- | ------ |
| 1992 | „Man in the Box”             | Best Hard Rock Performance with Vocal | Nominacja | [ 20 ] |
| 1993 | Dirt                         | Best Hard Rock Performance with Vocal | Nominacja | [ 20 ] |
| 1995 | „I Stay Away”                | Best Hard Rock Performance            | Nominacja | [ 20 ] |
| 1995 | Jar of Flies                 | Best Recording Package                | Nominacja | [ 21 ] |
| 1996 | „Grind”                      | Best Hard Rock Performance            | Nominacja | [ 20 ] |
| 1997 | „Again”                      | Best Hard Rock Performance            | Nominacja | [ 20 ] |
| 2000 | „Get Born Again”             | Best Hard Rock Performance            | Nominacja | [ 20 ] |
| 2010 | „Check My Brain”             | Best Hard Rock Performance            | Nominacja | [ 20 ] |
| 2011 | „A Looking in View”          | Best Hard Rock Performance            | Nominacja | [ 20 ] |
| 2014 | The Devil Put Dinosaurs Here | Best Engineered Album – Non Classical | Nominacja | [ 22 ] |
| 2019 | Rainier Fog                  | Best Rock Album                       | Nominacja | [ 20 ] |

### Northwest Area Music Award
Northwest Area Music Award (NAMA) to ceremonia wręczenia nagród organizowana przez Northwest Area Music Association. Zespół otrzymał dwa wyróżnienia, w tym za album Facelift (1990).

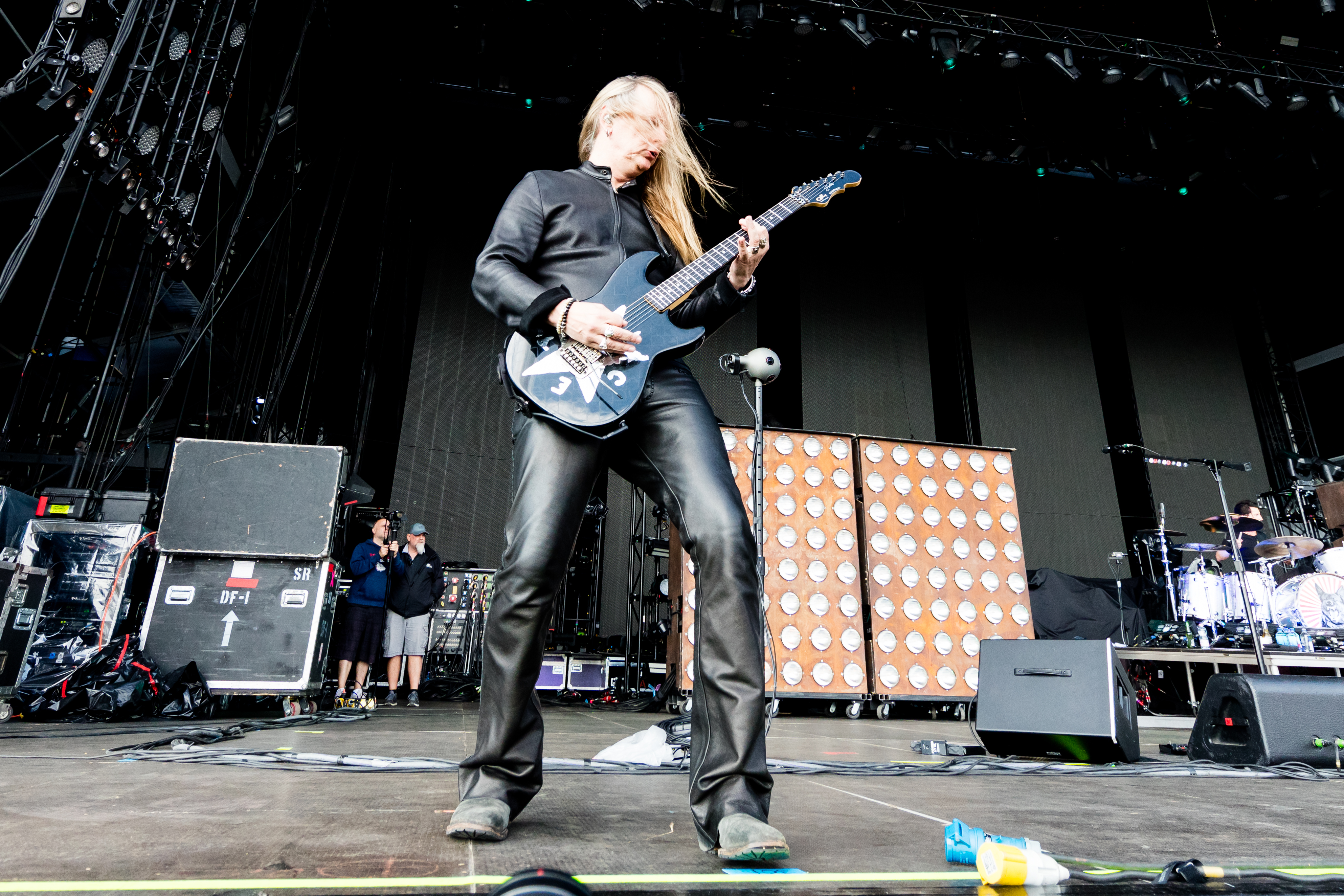
W 2014 Cantrell nominowany był do nagrody im. Dimebaga Darrella

| Rok  | Nominowane dzieło | Kategoria      | Wynik   | Źr     |
| ---- | ----------------- | -------------- | ------- | ------ |
| 1991 | Facelift          | Rock Recording | Wygrana | [ 25 ] |
| 1992 | Alice in Chains   | Rock Group     | Wygrana | [ 26 ] |

### Revolver Golden Gods Award
Revolver Golden Gods Award były nagrodami muzycznymi, wręczanymi w latach 2009–2014 przez amerykański miesięcznik „Revolver”. Grupa otrzymała dwie statuetki w 2010.
| Rok  | Nominowane dzieło       | Kategoria                                        | Wynik     | Źr     |
| ---- | ----------------------- | ------------------------------------------------ | --------- | ------ |
| 2010 | Black Gives Way to Blue | Album of the Year                                | Wygrana   | [ 27 ] |
| 2010 | Alice in Chains         | Comeback of the Year                             | Wygrana   | [ 27 ] |
| 2014 | „Hollow”                | Song of the Year presented by Randall Amplifiers | Nominacja | [ 28 ] |
| 2014 | Jerry Cantrell          | Dimebag Darrell Best Guitarist                   | Nominacja | [ 28 ] |